# Charles-Paul Landon
Pour les articles homonymes, voir Landon.
Charles-Paul Landon né le 12 octobre 1761 à Nonant-le-Pin et mort le 5 mars 1826 à Paris est un peintre, graveur et historien de l'art français.

## Biographie
Descendant, par sa mère, du sculpteur Jean Goujon, Charles-Paul Landon est destiné par ses parents à l’état ecclésiastique et reçoit une très bonne éducation. Entraîné, cependant, par son goût pour les arts, il part, en 1785, à Paris étudier la peinture sous François-André Vincent, puis sous Jean-Baptiste Regnault. Sans interrompre le cours de ses études artistiques, le comte d’Artois, le charge, dans le même temps, de donner des leçons de dessin au duc d’Angoulême et au duc de Berry.
Bien qu'ayant remporté le prix de Rome en 1792 avec le sujet Éléazar préfère la mort au crime de violer la loi en mangeant des viandes défendues, il ne peut séjourner cinq ans à Rome aux frais du gouvernement à cause des événements de la Révolution, mais expose aux Salons de 1791 à 1812. À son retour d’émigration, le duc de Berry le nomme peintre de son cabinet. La parfaite connaissance qu’il a acquise des chefs-d’œuvre du musée du Louvre, par l’analyse qu’il a faite de chacun d’eux dans son ouvrage les Annales du Musée, lui vaut d’être nommé, en 1816, conservateur des tableaux de la couronne, en remplacement de Léon Dufourny. Il devient secrétaire adjoint de l’Académie de peinture, correspondant de l’Institut de France, et membre de plusieurs sociétés savantes.
Landon a peu exercé la peinture et s’est surtout fait connaître par ses nombreuses publications sur les musées et les salons de son temps. Il fait publier des recueils de gravures au trait reproduisant les tableaux exposés aux différents salons, comme le tableau de Gioacchino Serangeli, Priam et Pyrrhus, exposé au Salon de 1812.
Lorsqu’il expose sa composition Dédale et Icare au Salon de 1799, celle-ci est louée pour « sa composition plaisante et la suavité de ses couleurs ». Ce tableau, qui obtient un prix de seconde classe au concours de 1800, est placé dans la galerie du Luxembourg à Paris, avant d’être déposé, avec Le Bain de Virginie, à Alençon au musée des Beaux-Arts et de la Dentelle.
Landon meurt dans ses fonctions de conservateur du musée du Louvre le 5 mars 1826. Il est enterré à Paris au cimetière du Père-Lachaise (28e division).
Sa fille Marie-Pauline, épouse Soyer (1786-1871), était également graveuse.

## Œuvres dans les collections publiques

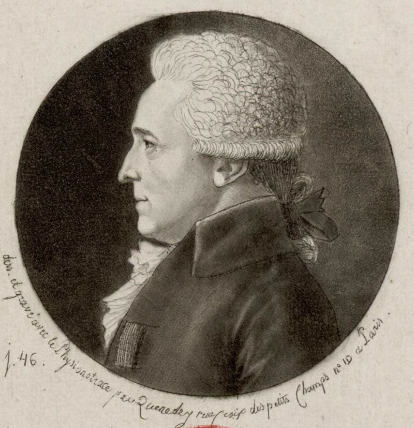
Charles-Paul Landon, Portrait d’Antoine-Raymond-Joseph Bruny d’Entrecasteaux (1791), gravure d’après un dessin d’Edme Quenedey des Riceys.

- Agen, musée des Beaux-Arts : La Peinture et la Poésie, 1806, huile sur bois, 38 × 25 cm[3].
- Alençon, musée des beaux-arts et de la dentelle :
  - Dédale et Icare, Salon de 1799, huile sur toile ;
  - Les Regrets d’Orphée, 1796, huile sur toile ;
  - Le Bain de Virginie, Salon de l’An 9 (1801), huile sur toile ;
  - Paul et Virginie dans leur enfance, Salon de 1814, huile sur toile.
- Besançon, musée du Temps : Le Temps brise les ailes de l’amour, Salon de 1795, huile sur toile.
- Castres, musée Goya : Portrait de Monsieur Dominique Bonet.
- Dijon, musée Magnin : Tête de femme couronnée de laurier, huile sur toile.
- Fontainebleau, château de Fontainebleau : Léda, Castor et Pollux.
- Grenoble, musée de Grenoble :
  - Le Comte Pierre-Jean de Bourcet et sa famille, 1791 ;
  - Portrait de femme, 1793[4].
- Nice, musée des Beaux-Arts : Vénus et l’Amour, Salon de 1810, huile sur toile.
- Paris :
  - École nationale supérieure des beaux-arts : Eléazar préfère la mort au crime de violer la loi, 1792, huile sur toile.
  - faculté de médecine, bibliothèque : Portrait de Jean-Jacques Leroux de Tillets, huile sur toile.
  - musée du Louvre : Le Pardon, 1795.
- Pithiviers, musée municipal : Le Frappement du rocher, d’après Nicolas Poussin.

Œuvres de Charles-Paul Landon
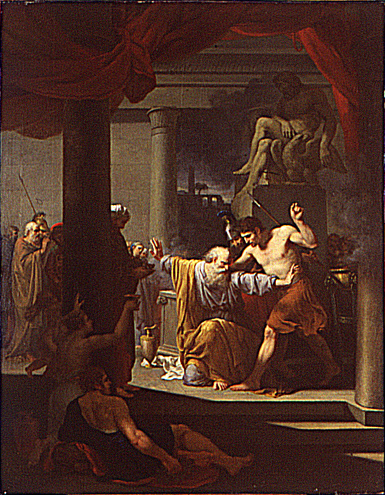
Eléazar préfère la mort au crime de violer la loi (1792), Paris, École nationale supérieure des beaux-arts.
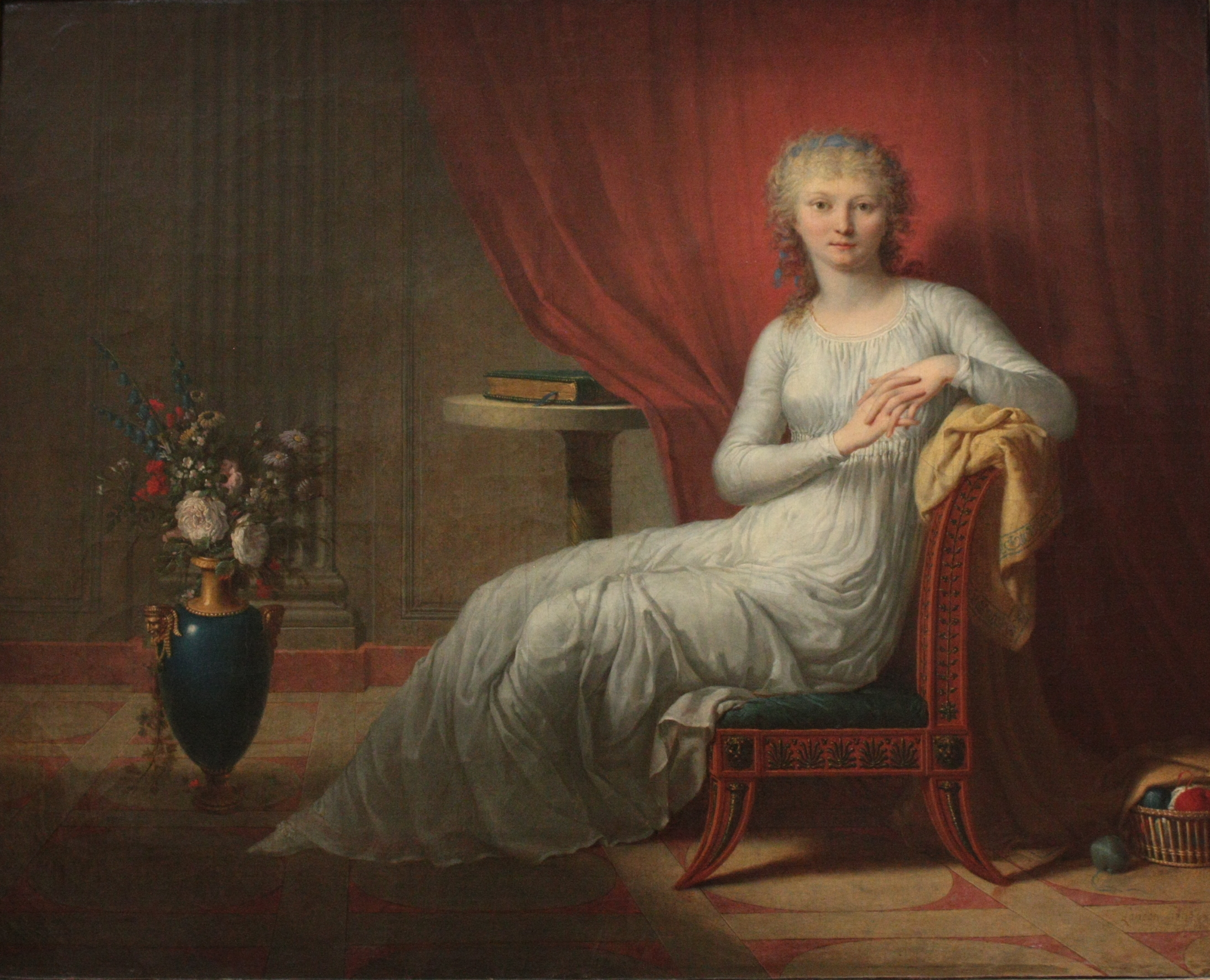
Portrait de femme (1793), musée de Grenoble.
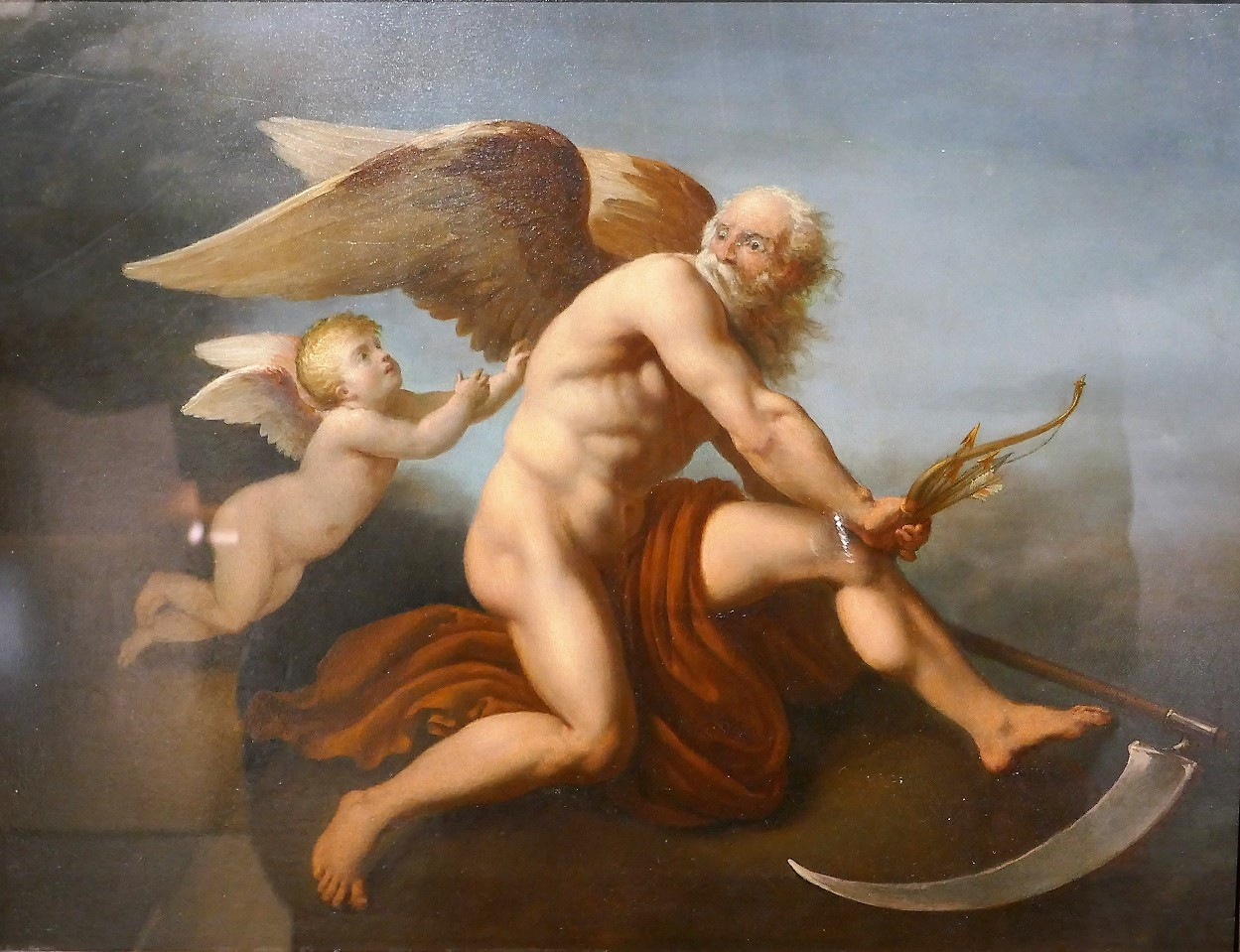
Le Temps brise les armes de l'Amour, Salon de 1795, (Besançon, musée du Temps)
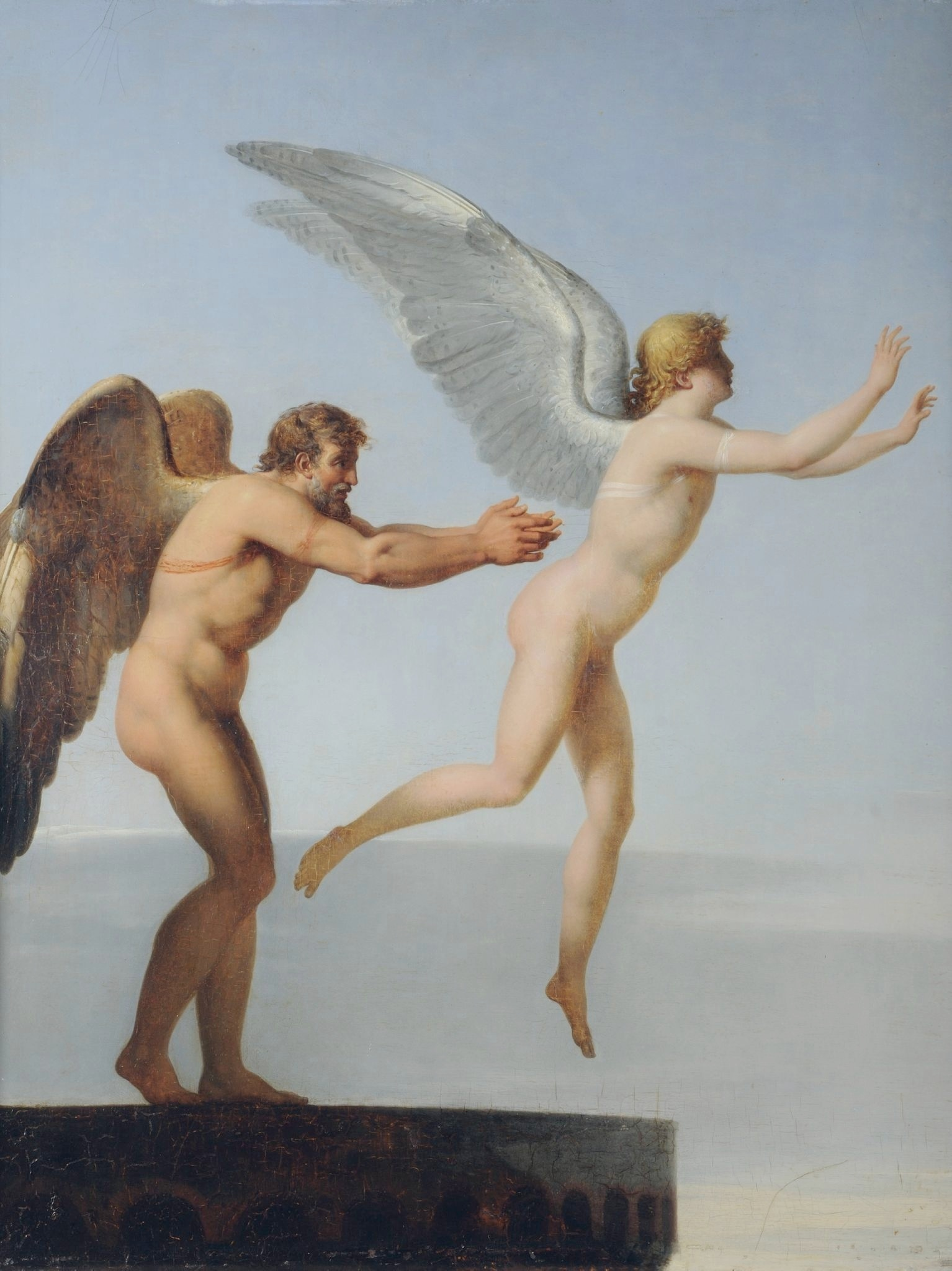
Dédale et Icare (Salon de 1799), Alençon, musée des Beaux-Arts et de la Dentelle.
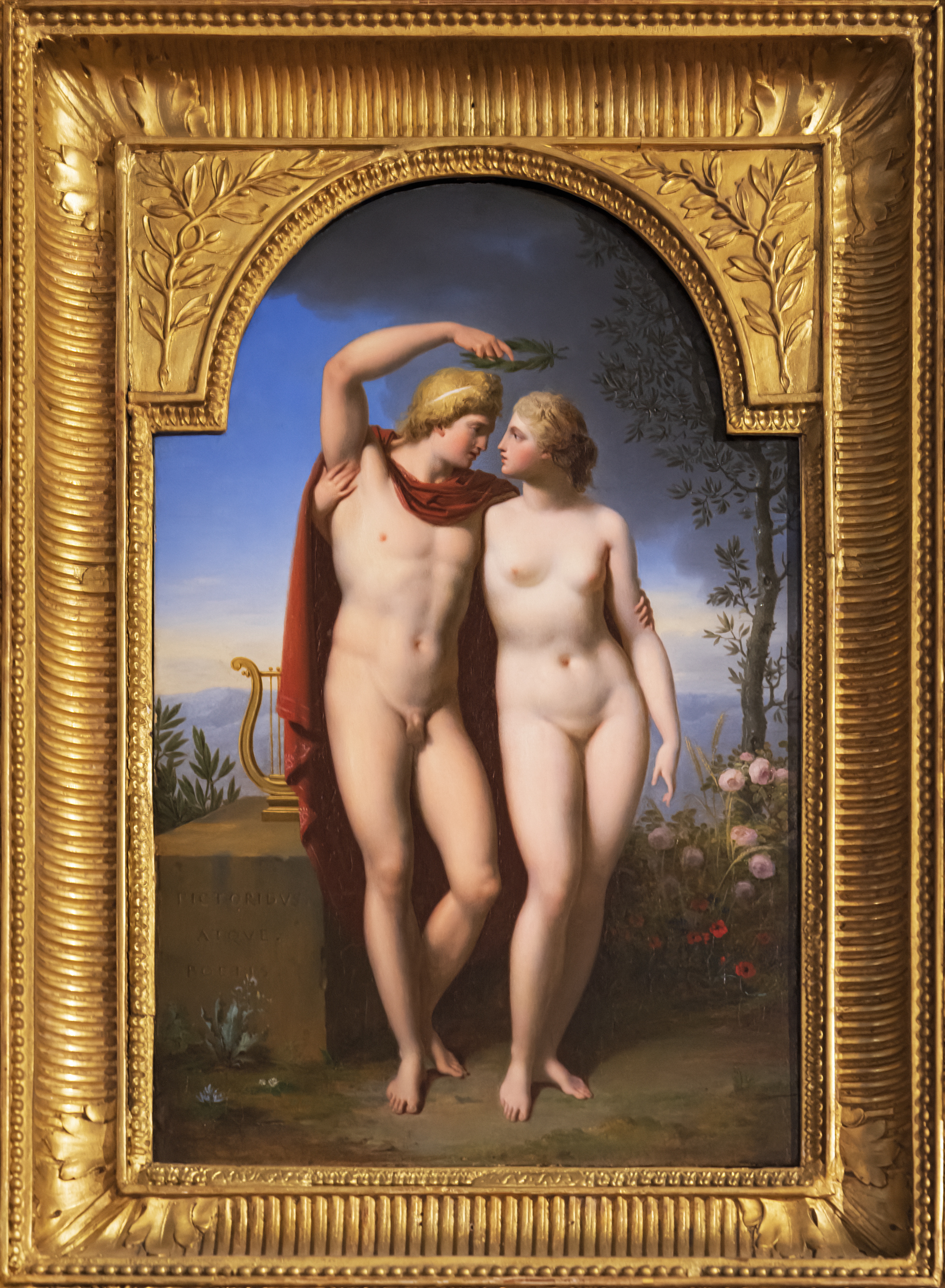
La Peinture et la Poésie (1806), musée des Beaux-Arts d'Agen.
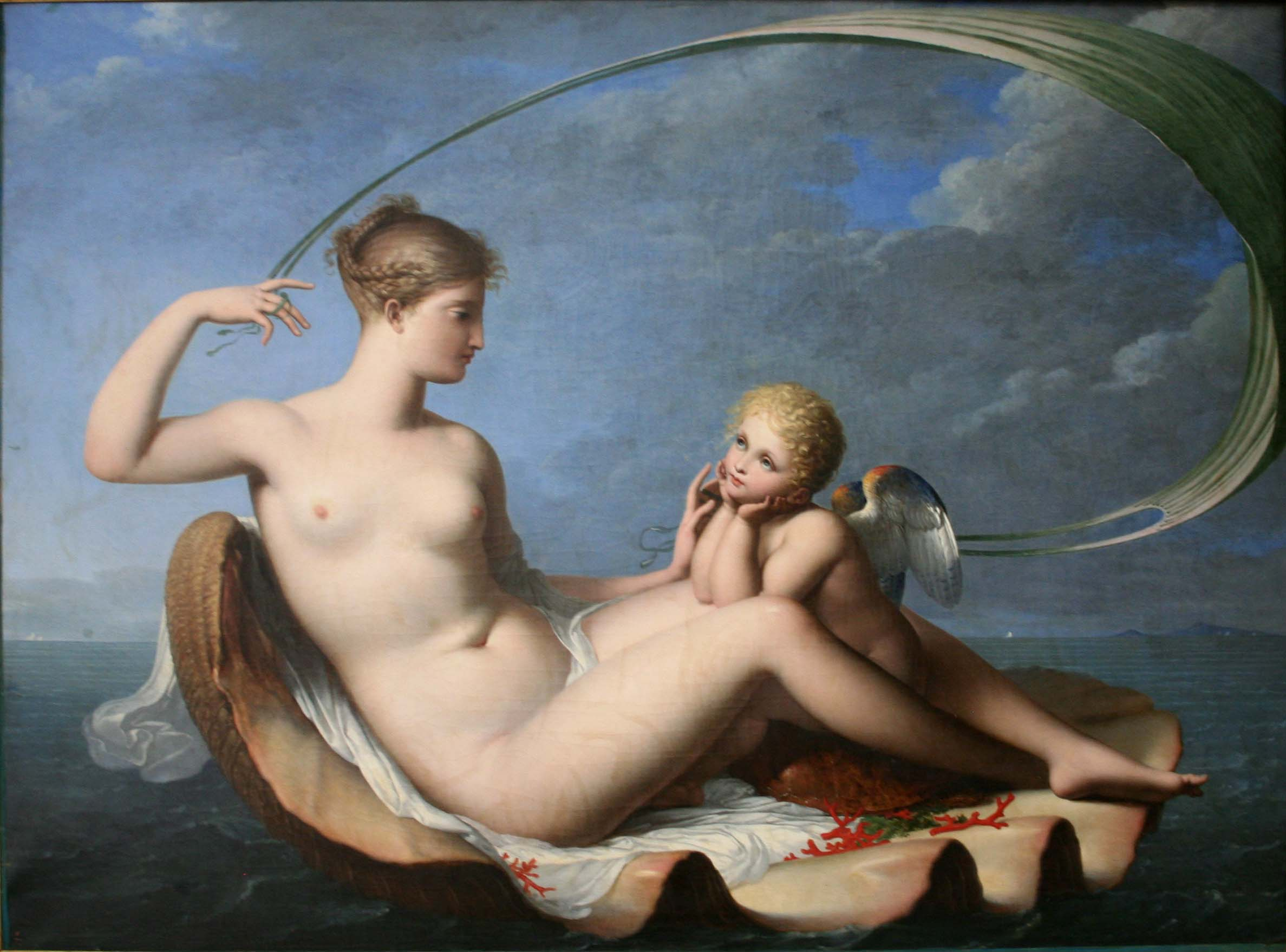
Vénus et l’Amour (Salon de 1810), musée des Beaux-Arts de Nice.
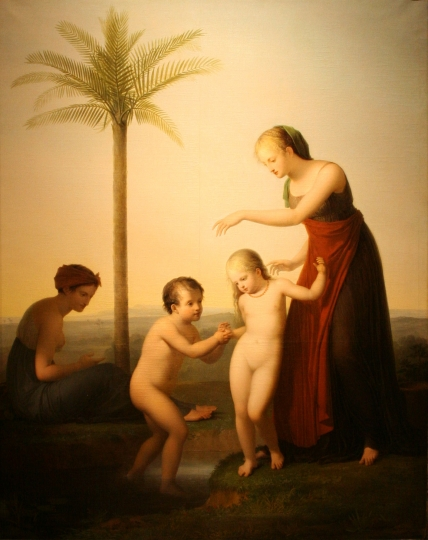
Paul et Virginie dans leur enfance (Salon de 1814), Alençon, musée des Beaux-Arts et de la Dentelle.
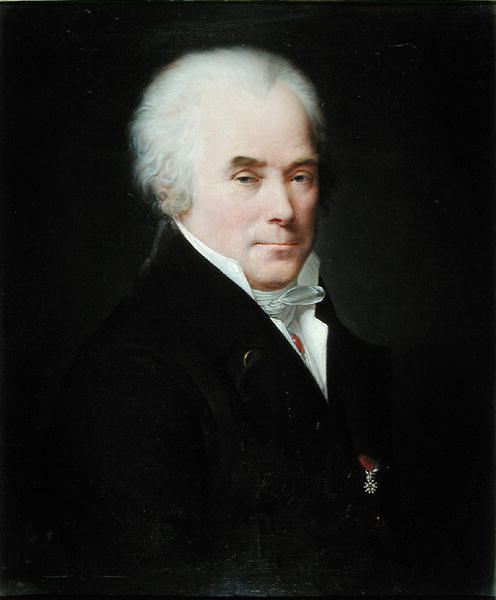
Portrait de Jean-Jacques Leroux de Tillets, Paris, bibliothèque de la faculté de médecine.
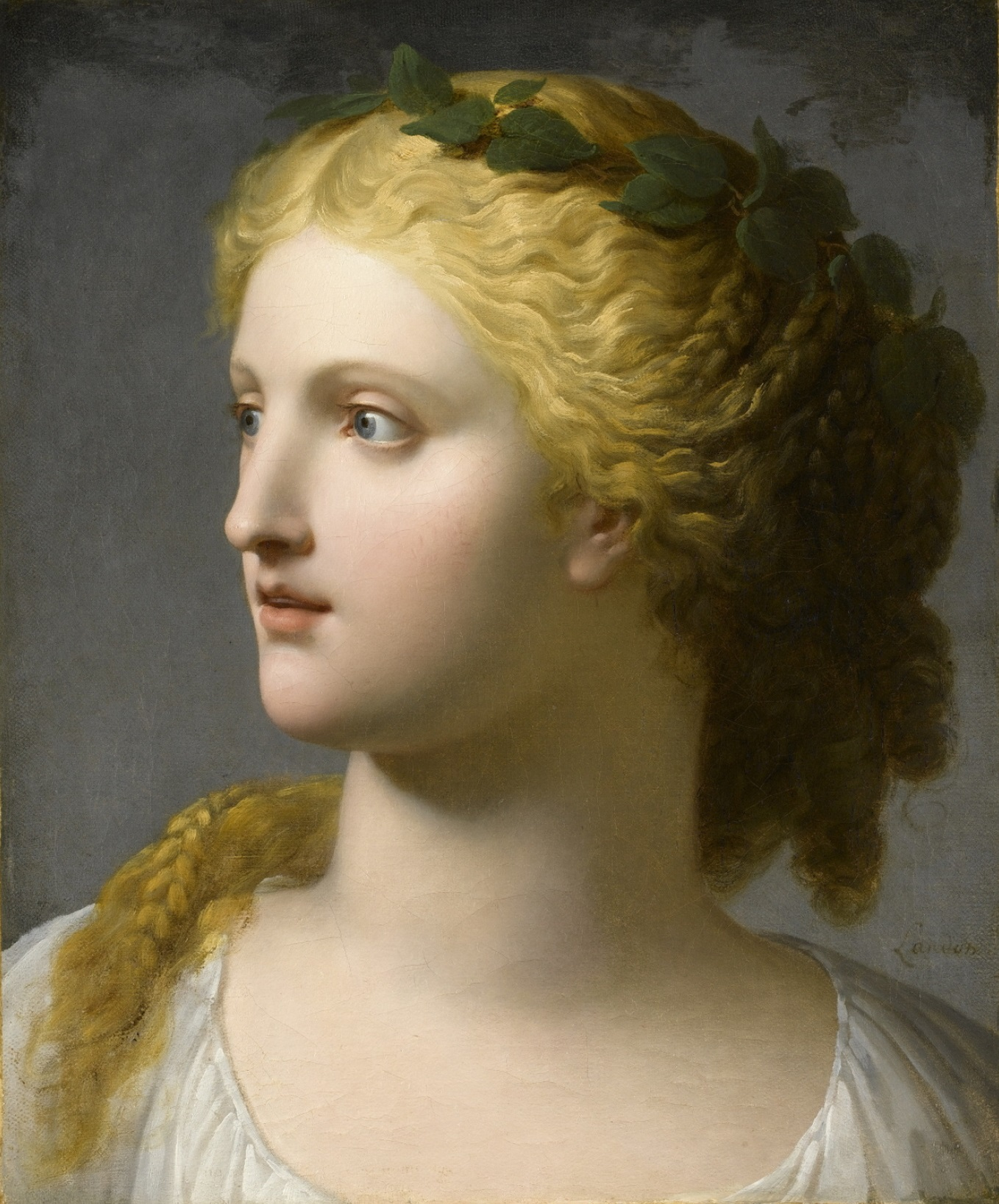
Tête de femme couronnée de laurier, Dijon, musée Magnin.

## Publications
- Annales du Musée et de l’École Moderne des Beaux-Arts. Recueil de gravures au trait, Paris, chez C. P. Landon de l’Imprimerie Royale, An 9 (1801) à 1835, 44 volumes, in-8. Ces Annales se composent de deux collections successives divisées ainsi :

1. Annales du Musée et de l’École Moderne des Beaux-Arts, 1801-1809, 17 volumes et un supplément, 1275 planches.
2. Annales du Musée, Paysage et tableaux de Genre, 1805-1808, 4 volumes, 288 planches.
3. Seconde collection (partie ancienne) 1810-1821, 4 volumes, 276 planches.
4. Galerie Giustiniani, 1812, 1 volume, 73 planches.
5. Galerie de M. Massias, Ancien résident de France à Carlsruhe, 1815, 1 volume, 72 planches.
6. Seconde collection, Salons de 1808 à 1835, 17 volumes, 1778 planches.